# Commercial Resupply Services

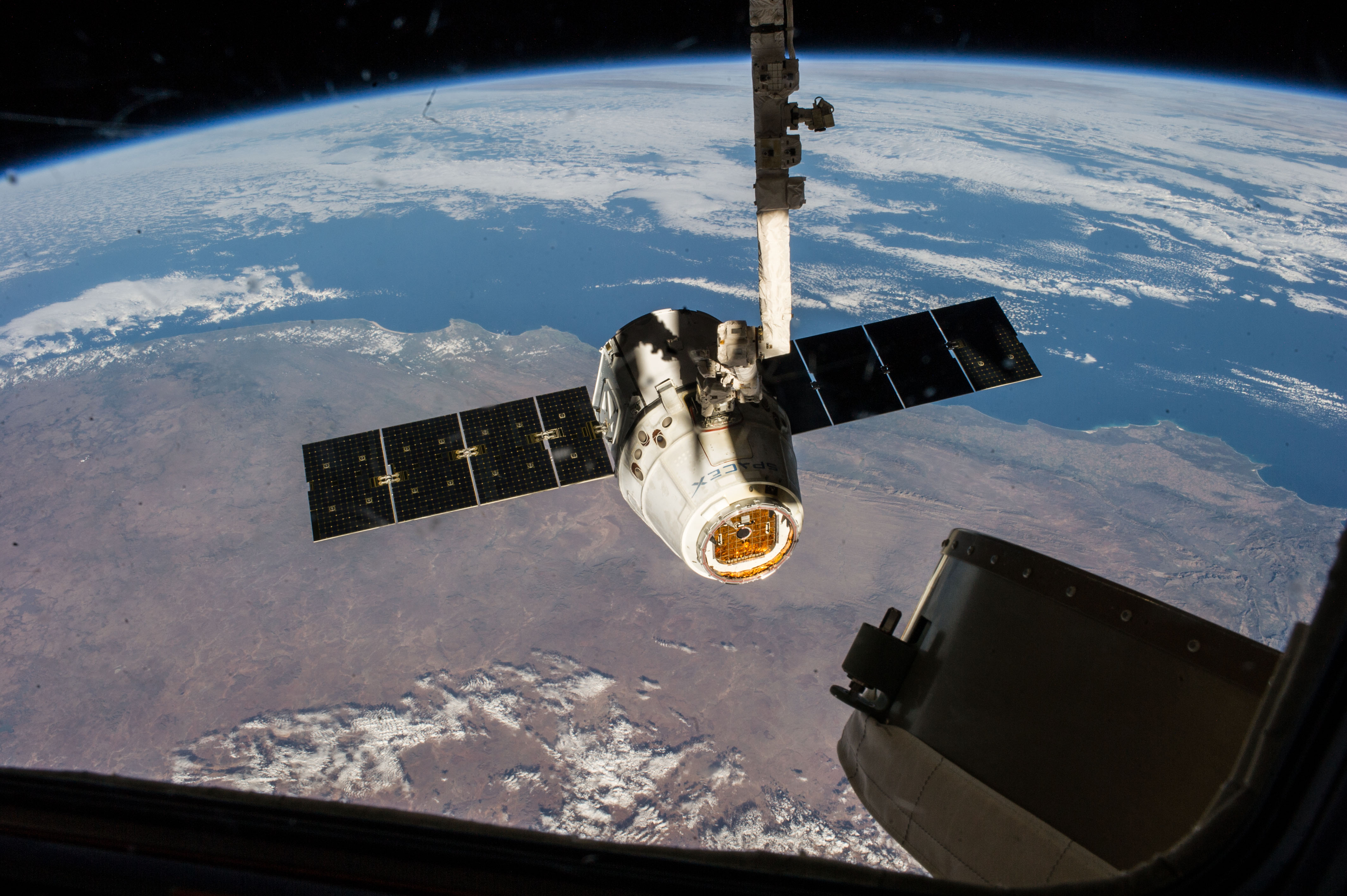
Raumschiff Dragon beim dritten Versorgungsflug von SpaceX im Auftrag der NASA zur ISS

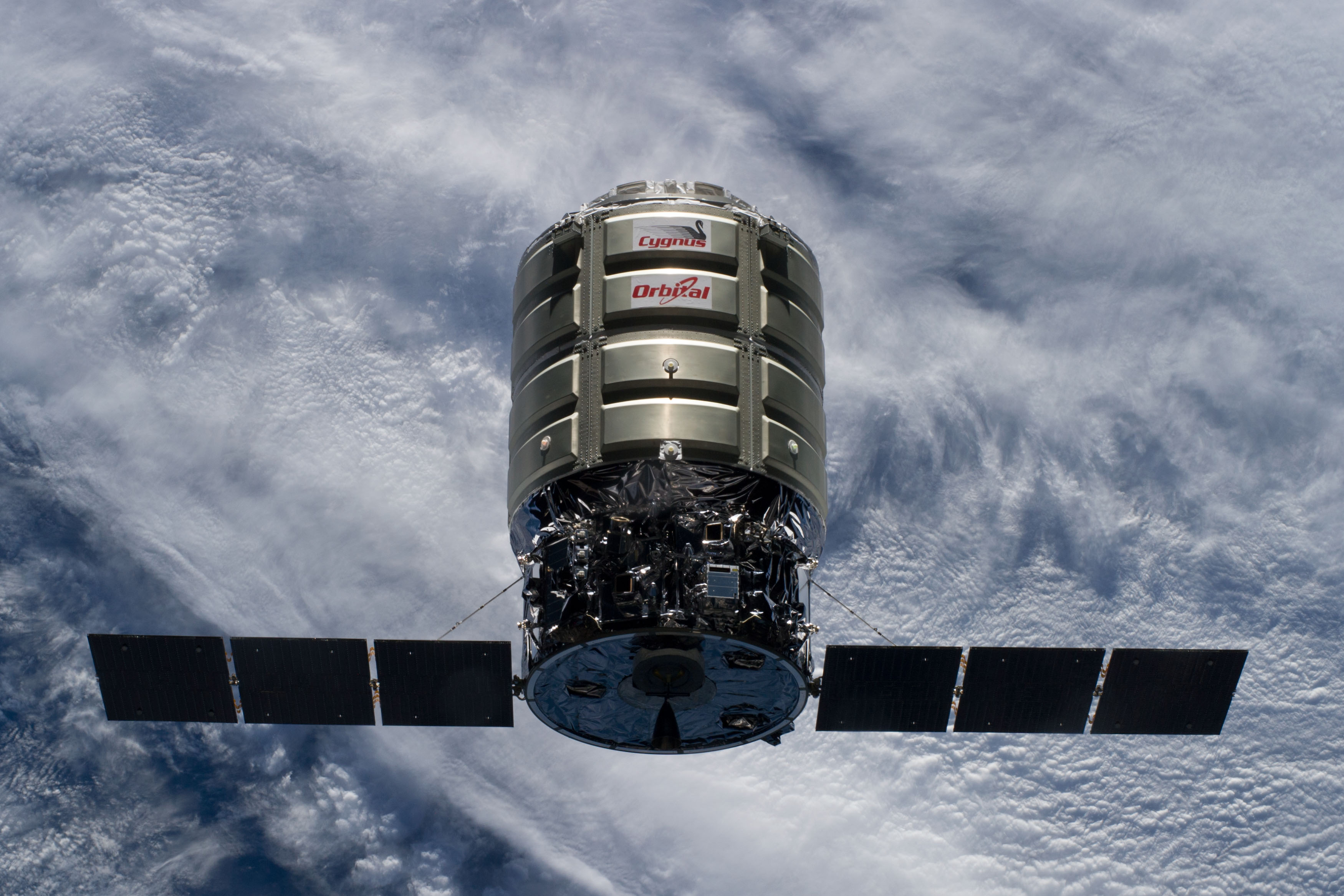
Raumschiff Cygnus von Orbital ATK, das im Auftrag der NASA Frachtversorgungsflüge zur ISS ausführt.

Commercial Resupply Services, auch CRS-Programm, ist ein Programm der US-amerikanischen Raumfahrtagentur NASA zur Durchführung von Frachtflügen zur und von der Internationalen Raumstation ISS. Die von der NASA finanzierten Flüge werden von Privatunternehmen ausgeführt.
Im Jahr 2008 schloss die NASA zunächst für den Zeitraum vom 1. Januar 2009 bis zum 31. Dezember 2016 zwei Verträge ab, und zwar mit Orbital Sciences Corporation (OSC), inzwischen Orbital ATK, aus Dulles in Virginia über 8 Flüge für 1,9 Milliarden US-Dollar mit dem Cygnus-Raumtransporter und deren Antares-Rakete sowie mit SpaceX aus Hawthorne in Kalifornien über 13 Flüge für 1,6 Milliarden Dollar mit dem Dragon-Raumschiff und deren Falcon 9-Rakete.

## Rahmen
Die Entwicklung der beiden Raketen und Frachtraumschiffe der beiden erfolgreichen privaten Wettbewerber wurden nicht nur durch das Geld der Firmen, sondern wesentlich auch durch Entwicklungsgelder der NASA ermöglicht, die im Rahmen des Programmes Commercial Orbital Transportation Services (COTS), nach einem Auswahlverfahren an die beiden Wettbewerber flossen. COTS wiederum war eines der beiden Teilprogramme des Commercial Crew and Cargo Program, das vom Commercial Crew and Cargo Program Office (C3PO) der NASA verwaltet wurde.

## Umsetzung
Einen erfolgreichen Versorgungsflug in dieser ersten Vertragsphase, Commercial Resupply Services 1 (CRS 1), schaffte SpaceX zuerst am 22. Mai 2012. Dem war ein erfolgreicher Testflug mit einem Modell der Dragon-Raumkapsel (Mock-up) am 4. Juni 2010 und ein erfolgreicher Demonstrationsflug mit einer Dragon-Kapsel ohne Fracht am 8. Dezember 2010 vorausgegangen. 
Orbital startete am 21. April 2013 seine Antares-Rakete erfolgreich mit einer Testnutzlast mit dem Gewicht der Cygnus-Raumkapsel und schaffte am 18. September 2013 den von der NASA geforderten Demonstrationsflug von Rakete und Cygnus-Kapsel. Der erste der bestellten Frachtflüge zur ISS gelang Orbital ATK am 9. Januar 2014.

## Nachbestellung von vier Flügen im Jahr 2015
Im Jahr 2015 bestellte die NASA für das Jahr 2017 vier weitere Flüge, davon drei von SpaceX und einer von Orbital ATK, dem Nachfolgeunternehmen von OSC.

## Commercial Resupply Services 2

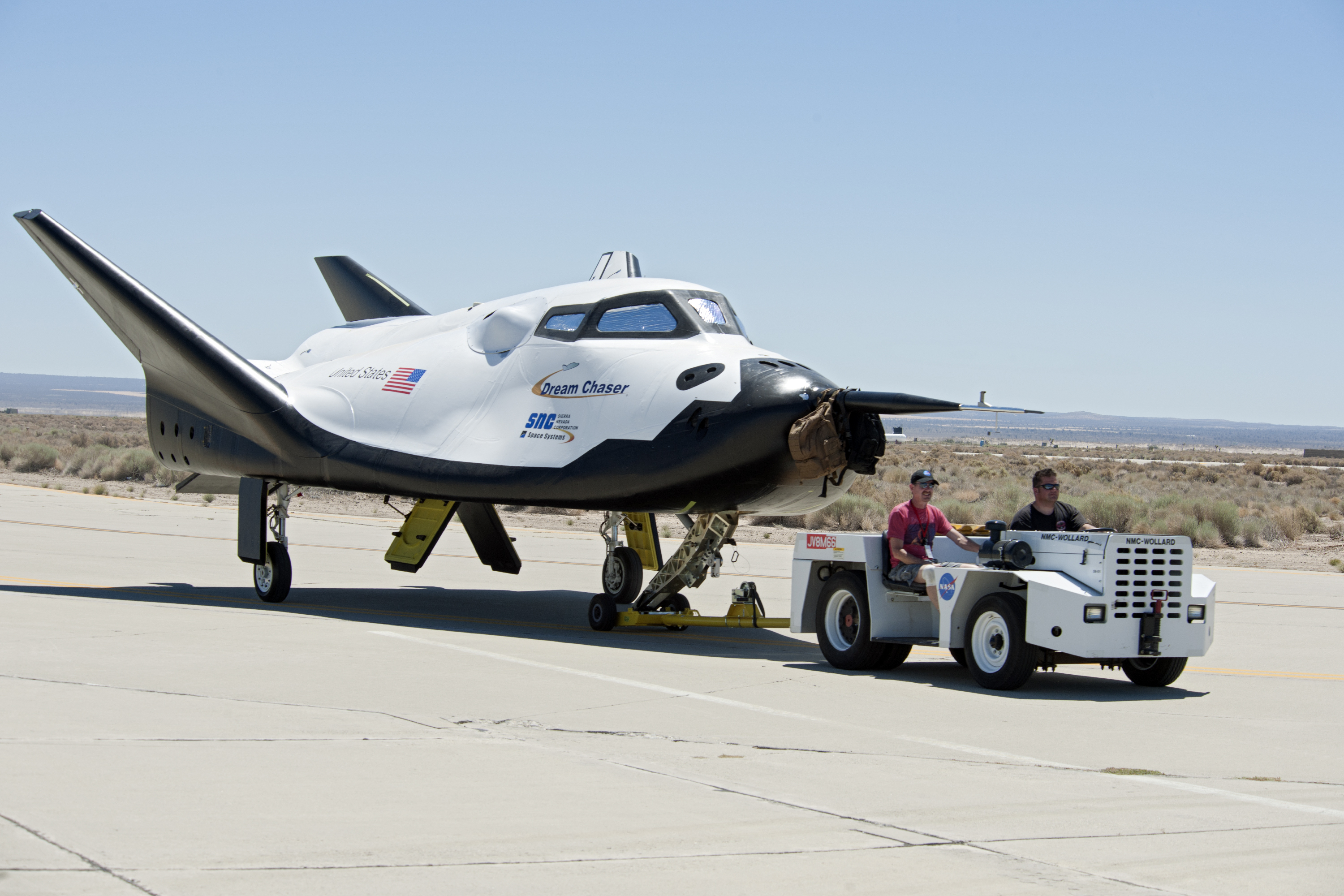
Ausgewählt als drittes Raumschiff: der Dream Chaser der Sierra Nevada Corporation

Am 14. Januar 2016 gab die NASA weitere Aufträge bekannt und mit Sierra Nevada kam ein drittes Unternehmen hinzu. Mit dem Dream Chaser sollten ab 2019 mindestens sechs Versorgungsflüge zur ISS stattfinden. Auch SpaceX und Orbital ATK erhielten Aufträge für je mindestens sechs weitere Flüge. Die Gesamtanzahl von 18 Flügen ist aber nur eine Untergrenze, weitere Aufträge sind bis zur Erschöpfung des 14 Milliarden Dollar-Budgets der NASA noch möglich.
Laut Angaben Orbital ATK hatte das vergrößerte Cygnus-Raumschiff für den Flug OA-6 aus CRS 1 eine Kapazität von ungefähr 3,5 Tonnen Fracht. Je nach Zusammensetzung, Gewicht und räumlicher Ausformung (Sperrigkeit) der einzeln zu transportierenden Ladungen innerhalb der sechs fest gebuchten Flüge wollte Orbital ATK insgesamt zwischen 22,5 und 26,5 Tonnen Fracht für 1,2 bis 1,5 Milliarden US-Dollar zur ISS liefern.